# SN 2004in
SN 2004in – supernowa typu Ia odkryta 11 listopada 2004 roku w galaktyce A013026+0041. W momencie odkrycia miała maksymalną jasność 20,30m.